# Dubislav Nikolaus von Pirch
Dubislav Nikolaus von Pirch (* 29. September 1693 in Klein Nossin; † 21. April 1768 in Nippoglense) war kurfürstlich sächsischer Generalleutnant.

## Leben

### Familie
Dubislav Nikolaus entstammte der Familie Pirch und war ein Sohn des Ulrich Felix von Pirch (1656–1726) und der Elisabeth Sophia von Zastrow (1665–1725) aus dem Hause Wusterhanse. Er blieb unvermählt.

### Militärkarriere
Pirch begann seine Laufbahn im Jahre 1708 in polnischen und sächsischen Diensten als gemeiner Soldat im damals Ogilo’schen, später Goltzischen Regiment.
Ab 1709 nahm auf den Kriegsschauplätzen des Spanischen Erbfolgekrieges, in den Niederlanden, teil. So war er 1709 bei der Belagerung von Tournay und in der Schlacht von Malplaquet zugegen. Noch selben Jahres erfolgte seine Beförderung zum Sergeanten, 1711 die zum Fähnrich. Als solcher verlagerte sich seine Verwendung nach Polen, das von Schweden bedrängt wurde. Auf dem Kriegsschauplatz folgte 1715 die Beförderung zum Leutnant, 1722 beim Rückzug nach Sachsen zum Stabskapitän und unmittelbar darauf zum Major. Selben Jahres kehrte er zu den in Polen stehenden sächsischen Kontingenten zurück. Dann wurde Pirch im Jahre 1728 zum 2. Bataillon der Sächsischen Garde versetzt. 1732 wurde er Oberstleutnant bei der Infanterie und war gemeinsam mit seinem Bruder Michael Lorenz von Pirch 1734 anlässlich der Krönung Augusts III. in Krakau zugegen. Selben Jahres nahm er noch an der Belagerung von Danzig im polnischen Thronfolgekrieg teil.
1740 wurde Pirch im Rang eines Obersts Regimentskommandeur des Kursächsischen Infanterieregiments No. 5 und stellt somit einen Teil der sächsischen Hilfskorps für Österreich im Österreichischen Erbfolgekrieg. Es folgte die Teilnahme an der Schlacht bei Kesselsdorf gemeinsam mit seinen Brüdern die ebenfalls kursächsische Offiziere waren. Während ihm und seinem Bruder Michael die Flucht gelang, ist Caspar Franz von Pirch dort gefallen. 1746 wurde Pirch zum Generalmajor befördert, gab sein Regiment ab, wurde Inspekteur der gesamten sächsischen Infanterie und erhielt den Herzoglich-Weimarschen Orden de la Vigilance.
1751 gab er die Generalinspektion wieder ab, nahm sein Regiment zurück und erhielt vom König zwei weitere Regimenter. 1755 wurde Pirch zum Generalleutnant mit uneingeschränktem Kommando über seine Regimenter ernannt. 1756 befand er sich mit dem Infanterie-Regiment Prinz Friedrich August von Sachsen in der Garnison Freiberg. Die für Sachsen dramatischen Ereignisse bei Pirna verbringt er krankheitsbedingt auf der Festung Königstein. 1763 erhielt Pirch, nachdem er um Entlassung ersucht hatte, Versorgung.
Er begab sich nach Pommern zu seinem Bruder George Ernst von Pirch auf das Familiengut Klein-Nossin, wo er seinen Lebensabend beschließen wollte. Jedoch überlebte er alle Geschwister und musste auch den verheerenden Brand im Jahre 1761 in Klein Nossin miterleben. Schließlich verbrachte er seine letzten Jahre bei seiner Nichte Sophia Elisabeth verwitwete von Zitzewitz auf dem Gut Nippoglense.